# Gerd von Lettow-Vorbeck

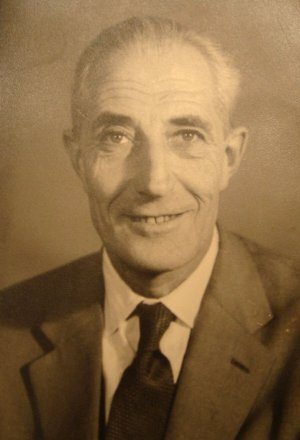
Gerd von Lettow-Vorbeck, 1902–1974

Gerd Bogislav von Lettow-Vorbeck (* 15. April 1902 in Hoffelde, Kreis Regenwalde; † 19. April 1974 in Ahrensburg) war ein deutscher Jäger, Jagdschriftsteller und Hauptschriftleiter beim Paul Parey Zeitschriftenverlag, der auch die Zeitschrift Wild und Hund herausgab.

## Familie
Gerd von Lettow-Vorbeck entstammte der alten pommerschen Adelsfamilie Lettow-Vorbeck. Seine Eltern waren Bernd von Lettow-Vorbeck (1870–1931) und Editha von Corvin-Wiersbitzki (1872–1938). Am 17. August 1928 heiratete er in Schlackow Dagmar von Zitzewitz (1903–1993). Das Paar hatte zwei Kinder.

## Leben
Er studierte an der Universität Göttingen Landwirtschaft. 1923 wurde er Mitglied des Corps Saxonia Göttingen. Er ist Autor des Standardwerks Das Jagdrevier wie es sein sollte und überarbeitete zwischen 1960 und 1970 zahlreiche Standardwerke der deutschsprachigen Jagdliteratur von Ferdinand von Raesfeld, wie Die Hege in der freien Wildbahn, Das Rehwild und Das deutsche Waidwerk.
Gerd von Lettow-Vorbeck war bis 21. Februar 1943 Wehrmachtssoldat im Infanterie-Regiment 4. Ab 21. Februar 1943 bis 24. Oktober 1944 diente er im Stab des II. Armeekorps. Er wurde am 1. Februar 1943 zum Hauptmann  befördert und nahm am Polenfeldzug, Frankreichfeldzug, Russlandfeldzug und letzten Gefechten in Lettland bei Dünaburg teil. Seine Kriegserlebnisse schilderte er andeutungsweise in seinem Werk „Die grüne Passion“. So jagte er während des Krieges, wenn er konnte, und er schildert seine Eindrücke.
Das Drehbuch des ZDF-Doku-Dramas Momella – Eine Farm in Afrika von 2006 mit Christine Neubauer in der Hauptrolle orientierte sich an seinem Buch Am Fuße des Meru, einer Biografie über Margarete Trappe. Gerd von Lettow-Vorbeck besuchte und befragte Margarete Trappe auf ihrer Farm in Momella und schrieb in Hamburg das Manuskript, das sie kurz vor ihrem Tod 1957 auf Momella noch gelesen hat.

## Werke
- Das Jagdrevier, wie es sein sollte. Ein Ratgeber für die Einrichtung und Pflege insbesondere von Pachtrevieren. Parey, Hamburg um 1954. ISBN 3-490-11712-3.
- Grüne Passion, Parey, Hamburg 1955 (Online-Auszüge).
- Das Rehwild. Naturgeschichte, Hege und Jagd. Mit Ferdinand von Raesfeld und Walter Rieck. Parey, Hamburg 1956, ISBN 3-490-15212-3.
- Am Fuße des Meru. Das Leben von Margarete Trappe, Afrikas großer Jägerin. Parey, Hamburg 1957 (Online-Auszüge).
- Grüne Blätter. Pürschtage daheim und in der Ferne. Parey, Hamburg/West-Berlin 1962 (Online-Auszüge).
- In der späten Vespersonne. Pürschen und Widergänge. Parey, Hamburg/West-Berlin 1969 (Online-Auszüge).